# Photographs
《Photographs》是由英國開發者Luca Redwood於EightyEightGames所製作的益智遊戲。於2019年4月在iOS及Microsoft Windows平台上釋出。

## 遊戲方式
《Photographs》由五個不同的故事所組成，每個故事都牽涉到主角的一個錯誤的決定，故事的主角會後悔他的決定。每個故事在兩個階段之間輪流進行：首先，將虛擬攝像機的取景器對焦在場景中物體上以符合提示的文字描述，然後將其鎖定，然後會進入每個故事特有的小游戲。完成小游戲後，在玩家尋找下一張照片進行對焦鎖定之前，還會通過照片和更改場景元素來提供其他的故事元素。一旦到達故事的結尾，就可以從另一個角色的故事開始；第一次玩遊戲時，玩家必須按照特定的順序完成故事，但是之後可以重新開始任何角色的故事。每個故事的謎題元素都會隨著故事而變化，反映故事主角的艱難處境；例如在《煉金術師》中，玩家必須弄清楚如何同時在棋盤上移動代表祖父和孫女的人物，但是當她在故事中生病時，其動作就會變得更加局限。
一旦玩家體驗了所有五個故事之後，就會來到一面鏡子前，你可以選擇其中一個故事，讓故事中的主角回到過去，做出不會讓他們後悔的選擇。五個故事中的主角會被分別的放在兩端，玩家必須決定他們認為哪個角色值得回到過去的機會，他們會乞求玩家選擇他們以改變他們過去錯誤的決定。在選擇了其中一個故事的主角之後，就會讓該故事的主角回到過去修正錯誤的決定，並且遊戲會播放過關畫面。

"煉金術士"故事中的其中一個解謎遊戲，要求玩家在避開障礙的同時將祖父和孫女移動到特定的位置

- 煉金術士：這個故事描述一個身為製造藥水的煉金術士與他的孫女同住在一起。有一天，他的孫女和寵物貓被一種有毒植物感染，這種毒性暫時是沒有解藥的，而且最終將使得他的孫女死亡。然而就在他的潛心研究下他成功製造出了潛在的解毒劑，他首先在貓上做實驗，發現貓成功的被治癒，而後他將藥應用在他孫女身上。這個藥雖然一開始看起來很成功，貓與孫女的身體都恢復了健康。然而貓有天突然發狂，原來這個藥雖然能治療身體但是會摧毀大腦神經系統，於是孫女最後在極度的記憶喪失與妄想中自殺。
- 運動員：女孩是一個女子跳水隊的三個隊員之一。她們互相幫助，但似乎在團隊名次上很快的遇到了瓶頸。女主角後來發現，正是她的成績拖累了整個隊伍。當她發現原來是其他人都服用了禁藥時以取得優越的成績時，她自己也決定使用禁藥，並很快得到了超越所有人的頂尖成績。但最終她被發現使用禁藥，並且被踢出了該女子跳水隊，她的ㄧ生都被毀了。
- 獄卒：主角是一位原住民，在當地部落中生活。有一天部落遇到了外來的移民，原住民們熱情的教導這些外來者這塊土地的一切以及生存技巧。然而，外來者很快決定將部落的土地，農作物和其他資源當作為自己的資產，並拒絕與原住民分享。有一些起來反抗的原住民被判刑入獄。主角從未挑戰外來者，因此外來者提供了一份管理他獄中同胞的工作機會，他接受了這一工作。雖然這份工作使得他不被他的同胞們諒解，但至少該職位使他有機會偷偷釋放自己的同胞並結束他們的苦難，但由於外來者也養活了他們，他的工作變得更加複雜。在有次嚴重的干旱中，外來者迫使主角射擊並殺死他以前的同胞，否則自己將被殺死。為時已晚，他無法挽救所有人，他舉槍射死了一個外來者後，外來者將所有的原住民殺死，包含主角的家人及後代。
- 作家：主角接手了他祖父創辦的一家報社，該報紙的原本只發表令人振奮且暖心的故事。然而，在之後的幾十年中，報紙的訂戶數量暴跌，主角不得不解僱一些員工並且變賣資產，以維持公司的營運。然而他觀察到並不是整個大環境不好，而是讀者更愛擅腥色的負面新聞，於是他也開始寫更激烈，更負面的新聞報導。這的確挽救了公司的業績並且讓公司成長為世界上最大的報社，但也同時加劇了社會的對立與仇恨。某天一個心懷不滿的讀者炸毀了報社大樓，連帶將主角一起殺死。
- 保護者：主角是一群有魔法的巫師的其中一員，這些巫師們可以預見未來並且穿越時空以阻止一些慘劇的發生。由於這是一項艱鉅的工作，經過培訓後，最後只剩她和另一名保護者可以勝任這份工作，並且在前任保護者退休後繼續接手他們的工作。兩人後來變得很親密，最終生下了一個孩子。但在他們的孩子出生之前，主角預見了他們的兒子將死於一場酒駕車禍之中。但她沒有將此事告訴她的伴侶。他們的兒子出生後，有天主角負責去阻止一場火災，赫然發現，火場中殺死他們兒子的酒駕肇事車主就在其中。她於是把車主困在火災大樓裡燒死了。最終她的行為被發現，導致她和她的伴侶雙雙被解僱和監禁，而他們的兒子的監護權也被完全的剝奪。

## 開發
《Photographs》是Luca Redwood製作的第三款遊戲，前兩款是《10000000》及《你必須造一艘船》。遊戲的音樂由Ben Prunty創作，而Redwood將像素美工外包給了先前在Thimbleweed Park工作過的Octavi Navarro負責。
Redwood於2017年12月發布了《Photographs》，該遊戲於2019年4月3日在iOS和Windows上正式發布，並計畫很快推出macOS，Linux和Android版本。

## 回響

### 獎項
這個遊戲在開發者雜誌上被提名為“最佳手機遊戲”，並在NAVGTR Awards中獲得“最佳益智遊戲”提名。

## 外部連結
- 官方网站